# Wouter van Harselaar
Wouter Marinus van Harselaar (Leersum, 3 september 1929 – Amerongen, 24 april 2016) was een Nederlands landbouwer en politicus.

## Leven en werk
Van Harselaar was een veehouder in de Gelderse Vallei, die begin 1968 voor de Boerenpartij lid werd van de Tweede Kamer der Staten-Generaal nadat zijn partijgenoot Pieter Leffertstra was opgestapt.
Toen in 1968 een conflict uitbrak tussen Hendrik Koekoek en Evert Jan Harmsen, de twee kopmannen van de fractie van de Boerenpartij, koos Van Harselaar de zijde van Harmsen. Vier leden splitsten zich af en gingen verder onder de naam Groep Harmsen. Van Harselaar was bij de Tweede Kamerverkiezingen van 1971 kandidaat op de lijst van Binding Rechts, maar hij werd niet herkozen.
Van 1969 tot 1970 was Van Harselaar tevens lid van de Provinciale Staten van Utrecht.
Van Harselaar was gehuwd en had drie kinderen. In 2016 overleed hij op 86-jarige leeftijd.
- Biografisch Portaal: 90776834
- Parlement.com: vg09lldrwxzm